# Bánpecsenyéd
Bánpecsenyéd (szlovákul: Pečeňany) község Szlovákiában, a Trencséni kerületben, a Báni járásban.

## Fekvése
Bántól 5 km-re délnyugatra fekszik.

## Története
A település neve arra utal, hogy a magyarok a honfoglalást követően erre a vidékre besenyő határőröket telepítettek le. A település első írásos említése 1323-ban "Bessenew, Bezenew" alakban történt. 1416-ban "Bessenew", 1473-ban "Pechenye", 1474-ben "Pechenyz", 1598-ban "Peczenied" néven szerepel az írott forrásokban. A név alakváltozásaiból is látszik, hogy a besenyő népnév hogyan veszítette el korábbi jelentését, miután a besenyők beolvadtak a környező szlovákságba. 1470-ben Pecsenyédi György a település birtokosa, később a trencséni váruradalom része volt. 1598-ban 17 háza volt. 1720-ban 8 volt az adózó háztartások száma, ebből 6 zselléreké volt. 1784-ben 38 házában 49 családban 365 lakos élt. 1828-ban 34 házában 308 lakosa volt, akik főként mezőgazdasággal foglalkoztak.
Vályi András szerint "PECSENÉD. Pecsenan. Tót falu Trentsén Vármegyében, 43földes Ura Gróf Illésházy Uraság, lakosai katolikusok, fekszik Nagy Klivennek szomszédságában, mellynek filiája, határbéli földgye termékeny, legelője tágas, hasznos piatzozása közel, első osztálybéli."
Fényes Elek szerint "Pecsenéd, tót falu, Trencsén, most A.-Nyitra vgyében: 228 kath., 8 zsidó lak. Nagy urasági majorság. A báni uradalom birja."
A trianoni békeszerződésig Trencsén vármegye Báni járásához tartozott.

## Népessége
| Év:            | 1994. | 2004.   | 2014.   | 2024.    |
| -------------- | ----- | ------- | ------- | -------- |
| Emberek száma: | 465   | 469     | 450     | 545      |
| Eltérés:       |       | +0,86 % | -4,05 % | +21,11 % |

| Év:            | 2023. | 2024.   |
| -------------- | ----- | ------- |
| Emberek száma: | 541   | 545     |
| Eltérés:       |       | +0,73 % |

1910-ben 543, túlnyomórészt szlovák anyanyelvű lakosa volt.
2001-ben 471 lakosából 457 szlovák volt.
2011-ben 441 lakosából 423 szlovák volt.

## Nevezetességei
- Harangláb a 18. század végéről.